# 亨利·贝罗
亨利·贝罗（法語：Henri Béraud，1885年9月21日—1958年10月24日），是法国的小说家、记者。1945年因为投靠维希政府，与纳粹德国合作，被判处死刑，之后减刑为无期徒刑。